# عم‌اینوست
عم‌اینوست (انگلیسی: Ominvest) شرکت هلدینگ خدمات مالی عمانی است، که در سال ۱۹۸۳ تأسیس شد.